# Leia interrupta
Leia interrupta är en tvåvingeart som först beskrevs av Kertesz 1901.  Leia interrupta ingår i släktet Leia och familjen svampmyggor.
Artens utbredningsområde är Peru. Inga underarter finns listade i Catalogue of Life.